# 托莱夫·科内柳森
托莱夫·科内柳森（挪威語：Torleiv Corneliussen，1890年7月25日—1975年4月29日），生于奥斯陆，挪威男子帆船运动员。他曾代表挪威参加1912年夏季奥林匹克运动会帆船比赛，获得一枚金牌。